# باكو أولموس
باكو أولموس (بالإسبانية: Francisco Olmos Hernández)‏ مواليد 10 يوليو 1970 في بلنسية، هو مدرب كرة سلة إسباني ولاعب سابق. يدرب في الدوري المكسيكي لكرة السلة.

## سجل المنافسة
شارك في المنافسات التالية:
- كأس العالم لكرة السلة 2014
- بطولة أمم الأمريكتين لكرة السلة 2013

## روابط خارجية
- باكو أولموس على موقع الدوري الإسباني لكرة السلة (الإسبانية)